# Heinrich Wilhelm Ludolf
Heinrich Wilhelm Ludolf (ur. 20 grudnia 1655 w Erfurcie, zm. 25 stycznia 1712 w Londynie) – niemiecki filolog (pracujący głównie w Anglii), autor pierwszej gramatyki języka rosyjskiego (1696).

## Życiorys
Jego dziad, Hiob Ludolf, jest uznawany za jednego z założycieli orientalistyki i afrykanistyki, był autorem gramatyki języka amharskiego. Jego ojciec, Heinrich, był między innymi sekretarzem szwedzkiej delegacji na rokowania westfalskie. Heinrich Wilhelm Ludolf studiował matematykę i teologię na Uniwersytecie w Jenie. Karierę rozpoczął od posady sekretarza posła duńskiego przy dworze angielskim. Od 1680 roku pracował na dworze księcia Jerzego Duńskiego, potem królowej brytyjskiej Anny Stuart. W latach 1692-1694 przebywał w Rosji. W 1698 roku odbył podróż po krajach Bliskiego Wschodu.

## Gramatyka języka rosyjskiego
Krótka Grammatica Russica, wydana w Oksfordzie w 1696 roku w języku łacińskim, jest pierwszą gramatyką języka rosyjskiego (nie: cerkiewnosłowiańskiego). Autor postawił sobie na celu zadanie opisania języka potocznego. Zapoznał się wprawdzie z gramatyką Smotryckiego, ale w opisie języka przyjął własne rozwiązania.
W XIX wieku gramatyka nie cieszyła się dużym uznaniem, a to z powodu licznych błędów, demonstrujących rzekomo słabą znajomość języka u cudzoziemca i wskutek tego obnażającą nieprzydatność dzieła. Tymczasem, jak wykazał Borys Łarin, duża część owych błędów okazała się literówkami, powstałymi zapewne już na etapie przygotowania książki do druku przez zecerów nieznających języka. Dzieło na nowo odkryto w XX wieku, uznając je za ważne źródło do badań nad historią języka rosyjskiego. Szczególną rolę przywiązuje się tu do zamieszczonych w książce ćwiczebnych dialogów.

## Literatura
- H. W. Ludolf, Grammatica Russica (łac. • ros.).
- B. A. Łarin, O Gienrichie Ludolfie i jego knigie (ros.)
- B.O. Unbegaun (Hg.): Henrici Wilhelmi Ludolfi Grammatica Russica. Oxford (Reprint) 1959.
- B.O. Unbegaun: Russian Grammars before Lomonosov. in: Oxford Slavonic Papers Vol. VIII, 1958, S. 98–116.
- Joachim Tetzner: H.W. Ludolf und Rußland. Berlin 1955.
- N. Koulmann: La première grammaire russe. in: Le monde slave, 9 (1932), Vol. 1, S. 400–415.